# Lluís Millet i Pagès

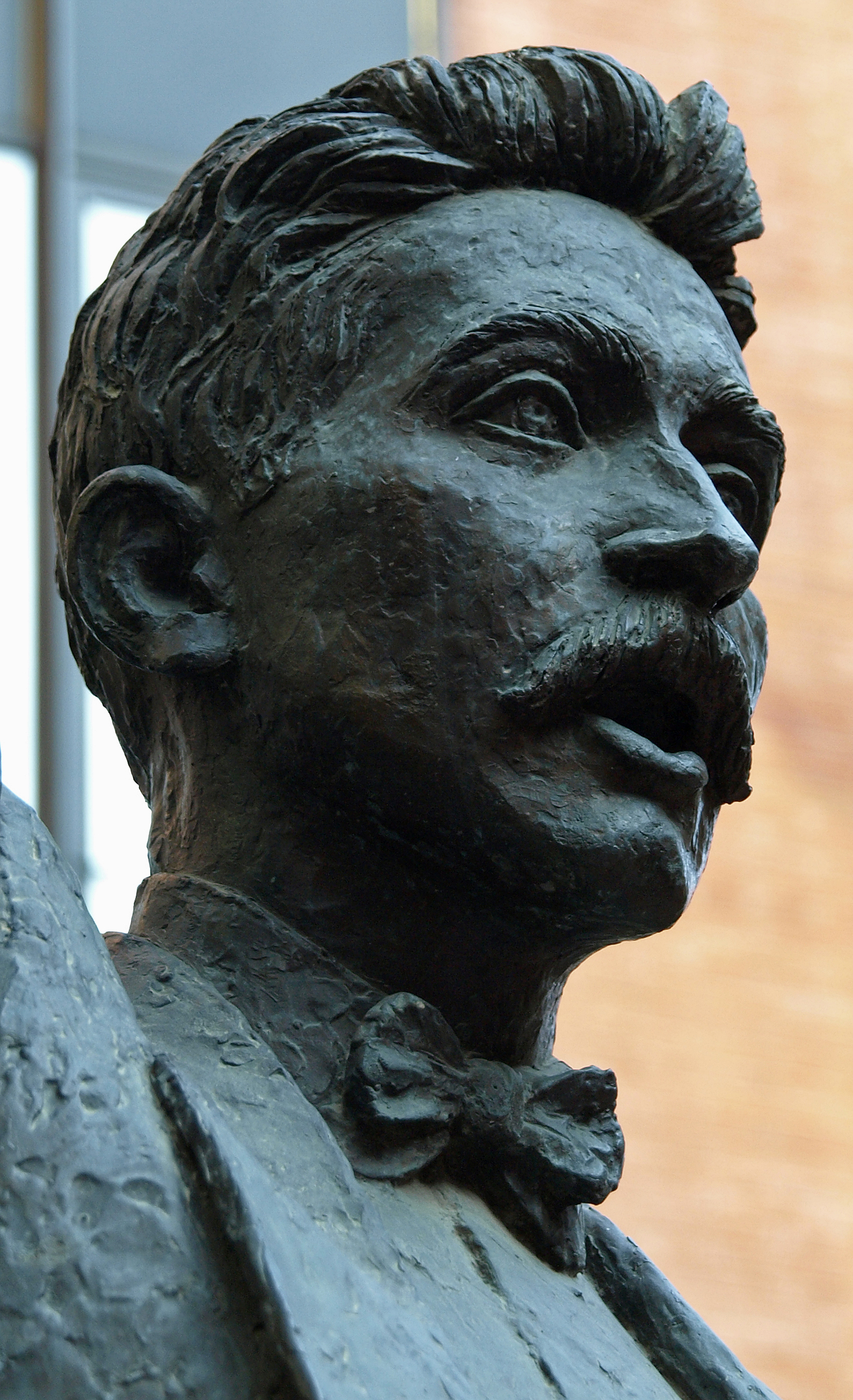
Statue von Lluís Millet i Pagès vor dem Palau de la Música Catalana

Lluís Millet i Pagès (* 18. April 1867 in El Masnou; † 7. Dezember 1941 in Barcelona), bekannt unter dem Namen Mestre Millet, war ein Musiker und 1891 Mitbegründer des Orfeó Català.
Millet i Pagès studierte unter anderem Komposition bei Felip Pedrell.
Millet i Pagès ist der Autor von Catalanesques (1891), Pregaria de la Verge del Remei und von geistlichen Liedern für das Volk. Er hat einige zwanzig Goigs, katalanische geistliche Lieder, sowie eine Reihe von Choralwerken komponiert, darunter den Cant de la Senyera (1896) zu einem Gedicht von Joan Maragall, sowie in schwierigen Zeiten einen Gesang des katalanischen Widerstands. Er schrieb El cant popular religiós (1912), La cançó popular catalana (1917) und El nostre ideal (1917). Er starb 1941 und ist auf dem Friedhof Cementiri de Montjuïc begraben.
Im Palau de la Música Catalana ist ein Saal nach ihm benannt.